# Passeport micronésien
Le passeport micronésien est un document de voyage international délivré aux ressortissants micronésiens, et qui peut aussi servir de preuve de la citoyenneté micronésienne. 

## Couverture du passeport
Le passeport micronésien est bleu avec le mot "PASSPORT" écrit en anglais au-dessus du sceau des États fédérés de Micronésie, au centre, avec l'inscription "Federated States of Micronesia" en petites lettres d'or au-dessous.

## Informations
Les informations mentionnées sur la page d'identification sont :
1. Type de document
2. Photo du titulaire
3. Numéro du passeport
4. Noms et prénoms
5. Date de naissance
6. Sexe
7. Lieu de naissance
8. Lieu de délivrance
9. Date d'expiration
10. Surnom
11. Nationalité
12. Lieu d'habitation
13. Date d'émission
14. Autorité d'émission

## Visa des États-Unis
Conformément à l'accord de libre association signé en 1986 entre les États-Unis d'Amérique et les États fédérés de Micronésie et valable jusqu'en 2026, les détenteurs de passeports micronésiens présentant un formulaire 1-94 ou un formulaire 1-94A, sont admis en tant que non-immigrant et peuvent voyager ou entrer aux États-Unis d'Amérique sans obligation de visa,,.

## Histoire
Avant l'indépendance des États fédérés de Micronésie, les micronésiens voyageaient à l'étranger sur des documents délivrés par les autorités américaines pour les citoyens du Territoire sous tutelle des îles du Pacifique. Il s'agissait dans un tout premier temps d'une feuille de papier pliée intitulée "Document de voyage". À partir du 7 octobre 1959, elle est remplacée par un passeport de 32 pages à couverture marron spécifique au territoire.